# Karl Bötticher

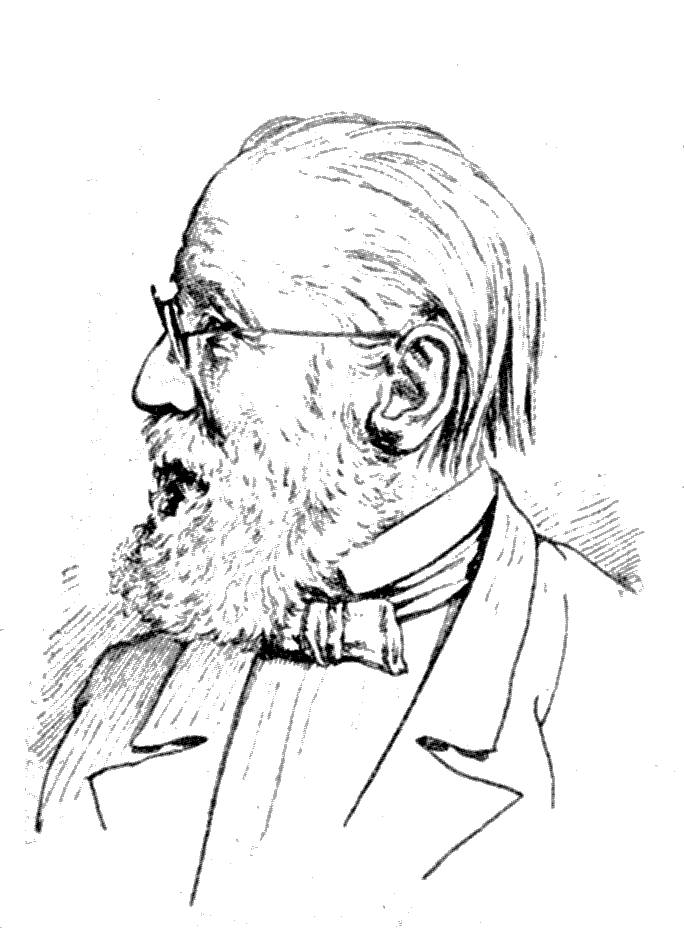
Karl Bötticher

Karl Bötticher (* 29. Mai 1806 in Nordhausen; † 19. Juni 1889 in Berlin; vollständiger Name Karl Gottlieb Wilhelm Bötticher, Schreibweise auch Carl Boetticher) war ein deutscher Architekt, Kunsthistoriker und Archäologe. Von 1868 bis 1875/76 leitete er die Skulpturensammlung des Berliner Museums.

## Leben und Wirken
Karl Bötticher war das älteste Kind des Bäckers und Gastwirts August Bötticher; nach der Trennung der Eltern blieb der Junge als einziges Kind beim Vater, der zweimal wieder heiratete – die zweite Ehefrau verstarb schon 1819, mit der dritten, deren Mitgift einen gewissen Wohlstand für die Familie mit sich brachte, hatte er noch weitere Kinder. Der junge Karl fand u. a. aufgrund der familiären Situation wenig Förderung für seine musische und künstlerische Begabung. Er besuchte das Gymnasium; nur durch Intervention seines Direktors konnte beim Vater durchgesetzt werden, dass Karl Bötticher eine Lehre im Bauwesen begann – zunächst als Geometer und Bauführer. Durch weitere Förderung seiner Lehrer, die ihm neben der Berufsausbildung private kunsthistorische Studien ermöglichten, begann Bötticher nach der Lehre ein Studium an der Bauakademie in Berlin. Zur Vorbereitung studierte er ein Jahr (1826) Mathematik in Erfurt.
Als Bötticher während seiner Zeit in Berlin erkannte, dass eine praktische Arbeit im Bauwesen für ihn nicht mehr infrage kam, musste er von da an auf die finanzielle Förderung seines Vaters verzichten und bestritt seinen Lebensunterhalt durch Auftragszeichnungen für verschiedene Gewerbeunternehmen. In seinem Studium konzentrierte er sich mit Leidenschaft auf die Gotik, die ihn stark beeinflusste. Auch seine Zeichnungen waren von mittelalterlichen Motiven geprägt; diese Arbeiten brachten ihn in Kontakt mit Schinkel, der ihm 1830 eine Mitarbeit als Zeichner und Lithograph für das Musterbuch Vorbilder für Fabrikanten und Handwerker von Christian Beuth vermittelte. Bötticher erlernte speziell für diese Arbeit das Lithographieren; als er nach seinem Studium ab 1833 an der Malerschule der Königlichen Porzellanmanufaktur unterrichtete, lernte er zusätzlich das Weberhandwerk, um ab 1834 auch an der Dessinatur-Schule lehren zu können. Eine Erfindung, die die damaligen Webstühle technisch weiterentwickelte, wurde ihm von preußischen Staat für eine kleine Geldsumme abgekauft. Neben seinen Lehrtätigkeiten veröffentlichte Bötticher mehrere Ornament- und Lehrbücher mit zahlreichen eigenen Lithographien. Im Jahr 1833 hatte er Emilie Stier geheiratet.
Seine Reputation als Zeichner verschaffte ihm 1839 eine Lehrtätigkeit für Freihand- und Ornamentzeichnen an der Kunstakademie in Berlin. Über 36 Jahre hinweg unterrichtete er anschließend das gleiche Fach an der Bauakademie, seit 1844 als Professor. Seine stilistische Hinwendung zur Antike brachte ihn in Konflikt mit der vorherrschenden an der Akademie, die damals eher von der Romantik beeinflusst war. In Privatstudien widmete er sich intensiv der griechischen Baukunst und veröffentlichte ein umfangreiches Werk zur griechischen Tektonik, das viel diskutiert wurde. Viele der in diesem Werk vertretenen Thesen zur Entwicklung griechischen Architektur wurden später stark kritisiert und widerlegt, beispielsweise bereits 1864/1865 durch den in Griechenland wirkenden Architekten Ernst Ziller bezüglich der Kurvatur. Zu Ehren des bereits verstorbenen Schinkel hielt er an dessen 65. Geburtstag am 13. März 1846 eine Rede mit dem Titel „Das Princip der hellenischen und germanischen Bauweise hinsichtlich der Übertragung in die Bauweise unserer Tage“, das zum Gedenken an Böttichers 100. Geburtstag im Jahre 1906 als Manuskript gedruckt wurde.
Während der Zeit der Märzrevolution kämpfte Bötticher als Freiwilliger im königlichen preußischen Heer und übergab seine Ämter an der Bauakademie an einen Stellvertreter. Für sein Werk über die Tektonik erhielt er 1853 an der Universität Greifswald den Doktortitel; 1854 folgte die Habilitation, die ihm eine Lehrtätigkeit an der Berliner Universität (bis 1862) sicherte. Im Jahr seiner Habilitation starb sein einziger Sohn im Alter von 13 Jahren, im Jahr 1858 folgte die Scheidung von seiner Frau. 1859 heiratete er die Witwe eines Kollegen, die 1872 starb. 1855 trat er zusätzlich zu seiner Lehrtätigkeit eine Stelle als Assistent an der Skulpturensammlung des Berliner Museums an, und 1868 übernahm er die Leitung des Museums. Erst 1862 konnte Böttcher selbst Griechenland bereisen und die von ihm beschriebene Architektur direkt untersuchen, wobei er allerdings viele falsche Schlussfolgerungen zog. 1860 wurde er zum korrespondierenden Mitglied der Göttinger Akademie der Wissenschaften gewählt.
Seine Amtszeit als Museumsleiter war von Fehlentscheidungen und Konflikten geprägt; seine Systematik bei der Neuordnung der Skulpturensammlung wurde später wieder verworfen, Fehler bei der Konservierung der Skulpturen schadeten mehr als sie nutzten, und schließlich sein Erklärendes Verzeichnis der Abgüsse antiker Werke von 1871 führten 1875/76 dazu, dass Bötticher alle seine Lehr- und Leitungsämter niederlegte und aus der Archäologischen Gesellschaft austrat. Sein Nachfolger als Leiter des Museums war Alexander Conze. 1877 ging Bötticher eine dritte Ehe ein und bereiste erstmals Italien und ein weiteres Mal Griechenland; in Venedig traf er mit Gottfried Semper zusammen, mit dem er zwar fachliche Differenzen pflegte, die sich aber nicht auf die persönliche Beziehung auswirkten. Am 19. Juni 1889 starb Bötticher nach kurzer Krankheit in Berlin und wurde auf dem Dreifaltigkeitskirchhof II beigesetzt.

## Schriften
- Ornamentenbuch zum praktischen Gebrauch für Architekten, Decorations- und Stubenmaler, 1834–44
- Die Holzarchitektur des Mittelalters, 1835–41
- Die Ornamenten-Schule, 1838
- Die Dessinateurschule, 1839
- Der Hypäthratempel: Auf Grund des Vitruvischen Zeugnisses gegen Prof. L. Ross. Potsdam 1847; urn:nbn:de:bvb:12-bsb10221104-0 (Bayerische StaatsBibliothek).
- Die Tektonik der Hellenen (2 Textbände und Tafelband). Potsdam 1852;  urn:nbn:de:bsz:16-diglit-51392 (HEIDI).
  - 2. neu bearbeitete Ausgabe, Berlin 1872–1881; urn:nbn:de:bsz:16-diglit-45788 (HEIDI).
- C. F. Schinkel und sein baukünstlerisches Vermächtniß: Eine Mahnung an seine Nachfolge in der Zeit in drei Reden und drei Toasten an den Tagen der Geburtstagsfeier des Verewigten gesprochen. Berlin 1857 (Sächsische Landesbibliothek)
- Architektonische Formenschule in Ornamenterfindungen. 1858.
- Ornament-Vorbilder. 1858.
- Andeutungen über das Heilige und das Profane in der Baukunst der Hellenen. Berlin 1846; urn:nbn:de:bvb:12-bsb10221103-5 (Bayerische StaatsBibliothek).
- Der Hellenische Tempel in seiner Raumanlage für Zwecke des Cultus. 1849.
- Der Baumkultus der Hellenen, nach den gottesdienstlichen Gebräuchen und den überlieferten Bildwerken dargestellt. Berlin 1856; urn:nbn:de:bvb:12-bsb10254271-6 (Bayerische StaatsBibliothek).
- Bericht über die Untersuchungen auf der Akropolis von Athen im Frühjahre 1862. Berlin 1863; urn:nbn:de:bsz:16-diglit-6707 (HEIDI).
- Ergänzungen zu den letzten Untersuchungen auf der Akropolis: Der Altar des Eleusinion zu Athen. In: Philologus, 1866, 24; urn:nbn:de:bsz:16-propylaeumdok-3444 (UB Heidelberg).
- Der Zophorus am Parthenon: Hinsichtlich der Streitfrage über seinen Inhalt und dessen Beziehung auf dieses Gebäude. Berlin 1875; urn:nbn:de:bsz:16-diglit-40969 (HEIDI).
- Das Princip der hellenischen und germanischen Bauweise hinsichtlich der Übertragung in die Bauweise unserer Tage. Ernst & Sohn, Berlin 1906 (postum).[3]